# Halcampella
Halcampella is een geslacht van zeeanemonen uit de klasse van de Anthozoa (bloemdieren).

## Soorten
- Halcampella endromitata (Andrès, 1881)
- Halcampella fasciata Rodríguez & López-González, 2002
- Halcampella maxima Hertwig, 1888
- Halcampella robusta Carlgren, 1931